# Liane Balaban
Liane Balaban (North York, 24 de junho de 1980) é um atriz canadense. Sua estréia no cinema foi em Grandes Planos (New Waterford Girl) (1999), interpretando Marie Agnes "Mooney" Pottie, e desde então tem aparecido nos filmes Definitely, Maybe (2008), Tinha Que Ser Você (Last Chance Harvey) (2008), e o drama independente Uma Semana (One Week) (2008).

## Biografia
Liane Balaban nasceu em North York, Ontário, filha de mãe católica que trabalhava como secretária médica e um  pai judeu, Leon Balaban, que trabalhou no setor imobiliário. Ela cresceu em Willowdale, bairro de North York agora parte de Toronto , e foi para o instituto Lawrence Park Collegiate. Balaban se formou em jornalismo na Universidade de Ryerson, mas deixou para se concentrar em atuação. Ela recebeu um Bacharelado de Artes em ciência política pela Universidade de Concórdia.

## Carreira
Antes de conseguir Estrelar o papel principal no filme Grandes Planos de (Allan Moyle), Liane Balaban teve a sua primeira experiência cinematográfica foi no (A Divine Film), produzido e dirigido por amigos, em que ela teve um pequeno papel como um cadáver. Sua única outra experiência foi atuando em três peças curtas do ensino médio.
"Happy Here and Now" foi dirigido por Michael Almereyda que rastreou Liane para a atuação e lhe ofereceu o papel principal depois de ver "New Waterford Girl"" no Festival de Cinema Sundance. Liane Balaban tem uma vasta de listas de filmes, inclusive já foi nomeada concorrendo em quatro premiações do qual ganhou uma.

### Vida pessoal
A partir de 2007, Balaban morou em Mile End, Montreal . Ela descreveu Montreal como "não uma cidade que gira em torno de agir, de modo que você fique muito aterrado aqui" para Hora revista. Liane Balaban inclui ler, escrever, ir a galerias de arte, e experimentar a música como suas atividades de lazer. Balaban disse Toronto Agora revista em janeiro de 2009 que ela é muitas vezes confundida com a atriz Natalie Portman .Desde de 2011, ela vive em Los Angeles.

## Filmografia
| Ano  | Título                                     | Personagrm             | Notas |
| ---- | ------------------------------------------ | ---------------------- | --- |
| 1999 | New Waterford Girl                         | Mooney Pottie          | Filme de estreia, Nomeada ao Canadian Comedy Awards                                                                        |
| 2000 | The City                                   | Alison                 | Programa de televisão, episódio: "Blindside!"                                                                              |
| 2000 | Saint Jude                                 | Jude                   | |
| 2001 | Full                                       | Meryl                  | |
| 2001 | After the Harvest                          | Lind Archer            | Telefilme |
| 2001 | World Traveler                             | Meg                    | |
| 2002 | Happy Here and Now                         | Amelia                 | |
| 2002 | The Annual Crafts & Arts Contest           | Neilburt               | |
| 2002 | Spliced                                    | Mary                   | |
| 2004 | Seven Times Lucky                          | Fiona                  | |
| 2004 | Eternal                                    | Lisa                   | |
| 2005 | Anniversary Present                        | Sandra Dobbs           | Telefilme |
| 2005 | Leo                                        | Ameilia                | |
| 2005 | Burnt Toast                                | Woman                  | Telefilme |
| 2006 | Above and Beyond                           | Shelagh Emberly        | Minissérie |
| 2007 | The Canadian Shield                        | Genvieve               | |
| 2007 | St. Urbain's Horseman                      | Jenny                  | Minissérie |
| 2008 | Definitely, Maybe                          | Kelly                  | |
| 2008 | Beware of Dog                              |                        | |
| 2008 | One Week                                   | Samantha Pierce        | Nomeação: Genie Award por Melhor Performance por uma Atriz em Papel Coadjuvante                                            |
| 2008 | Heartless Disappearance Into Labrador Seas | Lily                   | |
| 2008 | Tinha que ser Você                         | Susan                  | Filme |
| 2008 | A Valentine Haircut                        | Clare                  | Curta |
| 2009 | You Might as Well Live                     | Edna Kemperton         | |
| 2009 | Numb3rs                                    | Jessie Robertson       | Programa de TV, episódio: "First Law"                                                                                      |
| 2009 | The Trotsky                                |                        | |
| 2009 | Not Since You                              | Heather                | |
| 2009 | "The New Tenants"                          | Irene                  | Oscar de melhor curta-metragem em Live Action                                                                              |
| 2010 | Abroad                                     | Amy Pearce             | Telefilme; Nomeação — Gemini Award por melhor performance por uma atriz protagonista em um programa de Drama ou Minissérie |
| 2010 | Coach                                      | Gabrielle              | |
| 2010 | Covert Affairs                             | Natasha Petrova        | Programa de TV, episódio: "Communication Breakdown"                                                                        |
| 2010 | NCIS: Los Angeles                          | Emma Mastin            | Programa de TV, episódio: Black Widow"                                                                                     |
| 2011 | The Future is Now!                         | Woman of Tomorrow      | |
| 2011 | Alphas                                     | Anna                   | Programa de TV, 2 episódios: "Rosetta", "Original Sin"                                                                     |
| 2012 | Maniac                                     | Judy                   | |
| 2012 | Supernatural                               | Amelia                 | Programa de TV, 8ª Temporada                                                                                               |
| 2013 | Motive                                     | Sarah Muller           | Série de TV, episódio: "Against All Odds"                                                                                  |
| 2013 | Encontrar alegria                          | Alegria                | |
| 2013 | A Grande Sedução                           | Kathleen               | |
| 2013 | Jogado                                     | Lida Simenko           | Série de TV, episódio: "Intocáveis"                                                                                        |
| 2013 | Rookie Blue                                | Kelly Harrison         | Série de TV, episódio: "Duas verdades e uma mentira"                                                                       |
| 2014 | Saving Hope                                | Abigail / Kayla Bradly | Série de TV, episódio: "Don't Poke the Bear"                                                                               |
| 2014 | Vermelho Brasil                            | Aude                   | Longa-metragem e Minissérie                                                                                                |
| 2014 | Republic of Doyle                          | Ruby Rennette          | Séries de TV, 2 episódios                                                                                                  |
| 2015 | Homem Procurando por mulher                | Claire                 | Série de TV, episódio: "Feather"                                                                                           |
| 2017 | Parque de Meditação                        | Dylan                  | |